# Rudolph August von Lüttichau

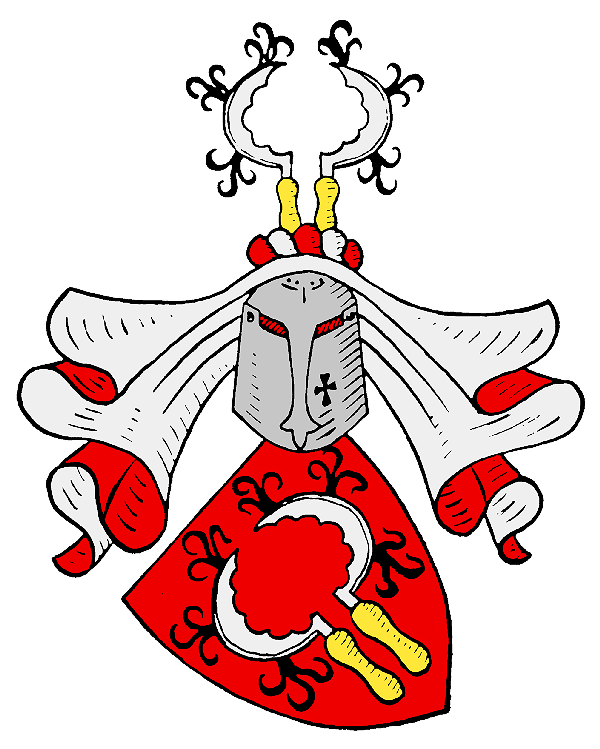
Familienwappen von Lüttichau

Rudolph August von Lüttichau (* 1678 in Potschappel; † 27. Januar 1746 in Dresden) war ein königlich-polnischer und kurfürstlich-sächsischer Kammer- und Bergrat sowie Amtmann von Großenhain und Besitzer der Rittergüter Potschappel und Kleinkmehlen.

## Leben
Rudolph August von Lüttichau stammte aus einem meißnischen Adelsgeschlecht und war der Sohn von Wolf und Maria Magdalena von Lüttichau. Er schlug die Verwaltungslaufbahn am Dresdner Hof ein, wo er 1717 zum Kammer- und 1719 zum Bergrat ernannt wurde. Eine Zeit lang war er auch als Amtmann im Amt Hayn eingesetzt. In dieser Zeit wurden ihm mehrere Kommissionen übertragen, beispielsweise in der Grafschaft Henneberg, aber auch direkt am Hof für den Bereich Postwesen.
Nach dem Tod des Vaters Wolf von Lüttichau wurde er im Jahre 1722 gemeinsam mit seinem Bruder Magnus Heinrich von Lüttichau zu je einer Hälfte des väterlichen Gutes Potschappel belehnt.
Rudolph August von Lüttichau hat im Jahre 1724 das Rittergut Kleinkmehlen ersteigert. Aufgrund massiver Schulden konnte er das Gut jedoch nicht dauerhaft halten und musste es 1738 an August Franz Essenius weiterverkaufen. In jenem Jahr 1738 erfolgte seine Ernennung zum Amtmann von Großenhain. Diese Funktion übte er bis zu seinem Tod 1746 aus.
Rudolph Adolph von Lüttichau nahm als Deputierter des Amtes Dresden bzw. als schriftsässiger Rittergutsbesitzer von Kleinkmehlen  von 1711 bis 1742 am Sächsischen Landtag teil. Er war jeweils Vertreter der Allgemeinen Ritterschaft.
Sein Bruder war Magnus Heinrich von Lüttichau, der 1731 in Zschopau im Erzgebirge starb, und seine ältere Schwester war Maria Catharina, Ehefrau des Kammerherrn George Haubold Freiherr von Seyfertitz. Sie starb einen Tag nach ihrem Bruder als 76-jährige Witwe aus lauter Verzweiflung über dessen Tod.
Rudolph August von Lüttichau blieb unverheiratet. Er wurde nach seinem Tod von Dresden nach Potschappel überführt und dort beigesetzt.
Von ihm hat sich ein Ölgemälde auf Leinwand im Format 60 cm × 76 cm aus dem Jahr 1731 erhalten, das sein Brustbild zeigt.